# Порт-Елгін
Порт-Елгін (англ. Port Elgin) — село в Канаді, у провінції Нью-Брансвік, у складі графства Вестморленд. Назване на честь Джеймса Брюса, 8-го графа Елґіна, який був генерал-губернатором Британської Північної Америки з 1847 до 1854 року.

## Населення
За даними перепису 2016 року, село нараховувало 408 осіб, показавши скорочення на 2,4%, порівняно з 2011-м роком. Середня густина населення становила 153,5 осіб/км².
З офіційних мов обидвома одночасно володіли 40 жителів, тільки англійською — 340. Усього 5 осіб вважали рідною мовою не одну з офіційних.
Працездатне населення становило 45,9% усього населення, рівень безробіття — 10,7%.
Середній дохід на особу становив $27 102 (медіана $23 968), при цьому для чоловіків — $26 217, а для жінок $28 051 (медіани — $22 720 та $24 640 відповідно).
29,5% мешканців мали закінчену шкільну освіту, не мали закінченої шкільної освіти — 27,9%, 42,6% мали післяшкільну освіту, з яких 19,2% мали диплом бакалавра, або вищий.
| Статево-вікова структура населення | Статево-вікова структура населення | Статево-вікова структура населення | Статево-вікова структура населення | Статево-вікова структура населення |
| ---------------------------------- | ---------------------------------- | ---------------------------------- | ---------------------------------- | ---------------------------------- |
|                                    |                                    |                                    |                                    |                                    |
| Всього                             | Всього                             | 48,8%51,2%                         |                                    |                                    |
| 0 — 14 років                       | 0 — 14 років                       |                                    | 17,1%                              | 17,1%                              |
| 15 — 64 років                      | 15 — 64 років                      |                                    | 57,3%                              | 57,3%                              |
| 65 і більше                        | 65 і більше                        |                                    | 25,6%                              | 25,6%                              |
| 85 і більше                        | 85 і більше                        |                                    | 7,3%                               | 7,3%                               |
| Середній вік (років)               | Середній вік (років)               | 42,349,3                           | 45,9                               | 45,9                               |
| Медіана (років)                    | Медіана (років)                    | 43,553,3                           | 48,0                               | 48,0                               |
| — чоловіки — жінки                 |                                    |                                    |                                    |                                    |

| Походження мешканців:     | Походження мешканців:     | Походження мешканців: | Походження мешканців: | Походження мешканців: |
| ------------------------- | ------------------------- | --------------------- | --------------------- | --------------------- |
| Походження                |                           |                       | осіб                  | %                     |
| Корінні американці        | Корінні американці        |                       | 15                    | 4.35%                 |
| Інше північноамериканське | Інше північноамериканське |                       | 145                   | 42.03%                |
| Європейське               | Європейське               |                       | 265                   | 76.81%                |
| британське                | британське                |                       | 225                   | 65.22%                |
| французьке                | французьке                |                       | 75                    | 21.74%                |
| українське                | українське                |                       | 10                    | 2.9%                  |
| Азійське                  | Азійське                  |                       | 20                    | 5.8%                  |

## Клімат
Середня річна температура становить 5,4°C, середня максимальна – 21,8°C, а середня мінімальна – -13,6°C. Середня річна кількість опадів – 1 114 мм.
| Клімат поселення                              | Клімат поселення | Клімат поселення | Клімат поселення | Клімат поселення | Клімат поселення | Клімат поселення | Клімат поселення | Клімат поселення | Клімат поселення | Клімат поселення | Клімат поселення | Клімат поселення | Клімат поселення |
| Показник                                      | Січ.             | Лют.             | Бер.             | Квіт.            | Трав.            | Черв.            | Лип.             | Серп.            | Вер.             | Жовт.            | Лист.            | Груд.            |                  |
| Середній максимум, °C                         | −2,3             | −1,65            | 3,11             | 8,61             | 14,80            | 20,00            | 21,80            | 21,37            | 17,32            | 11,75            | 6,29             | −0,32            |                  |
| Середня температура, °C                       | −7,93            | −7,3             | −2,52            | 2,96             | 9,14             | 14,37            | 18,14            | 17,71            | 13,68            | 8,10             | 2,61             | −4               |                  |
| Середній мінімум, °C                          | −13,58           | −12,93           | −8,17            | −2,69            | 3,50             | 8,72             | 14,49            | 14,06            | 10,02            | 4,44             | −1,03            | −7,64            |                  |
| Норма опадів, мм                              | 104              | 82               | 88               | 80               | 92               | 89               | 86               | 85               | 90               | 105              | 103              | 110              |                  |
| Середньомісячна швидкість вітру, м/с          | 5.08             | 4.94             | 5.01             | 4.84             | 4.45             | 4.02             | 3.73             | 3.64             | 4.02             | 4.52             | 4.90             | 5.22             |                  |
| Середньомісячна сонячна радіація, кДж/м²·день | 5124             | 8580             | 12233            | 15192            | 18193            | 20381            | 20034            | 17613            | 13292            | 8367             | 4830             | 3807             |                  |
| --------------------------------------------- | ---------------- | ---------------- | ---------------- | ---------------- | ---------------- | ---------------- | ---------------- | ---------------- | ---------------- | ---------------- | ---------------- | ---------------- | ---------------- |
| Джерело:                                      |                  |                  |                  |                  |                  |                  |                  |                  |                  |                  |                  |                  |                  |